# 有島武郎
有島武郎（日语：／ Arishima Takeo，1878年3月4日—1923年6月9日）是一名日本小說家。於學習院畢業後，因有志於向農學發展而升讀札幌農業學校（今北海道大學）。信奉基督教，後來更接受洗禮。1903年到美國留學。歸國後參與文藝雜誌《白樺 (杂志)》的編制工作，是白樺派的代表人物之一。1923年，於輕井澤別院淨月莊中，與波多野秋子共同殉情。其作品《該隱的末裔》）、《一个女人》（或る女）等都是膾炙人口的佳作。

## 生平

### 早期生涯
有島武郎生於東京的小石川区（即現今文京區），是前薩摩藩士暨大藏官僚有島武的兒子。後來移籍橫濱，四歲開始入讀橫濱英和學校，這段時期的體驗與他日後創作的童話《一串葡萄》（一房の葡萄）有著莫大的關連。有島武郎在十歲時入讀學習院預備科，19歲就以全科合格成績畢業，其後升讀札幌農業學校。當時的教授新渡戶稻造問有島武郎最喜歡的是什麼學科，有島回答是「文學」與「歷史」，引來新渡戶的一番大笑。在學期間，深受內村鑑三及森本厚吉的影響，並因此於1901年開始信奉基督教。
在札幌農業學校畢業後，有島往服兵役，渡過軍隊生活後便到美國留學。他在美國就讀哈佛大學期間，深深受到以惠特曼及易卜生為代表的西歐文學社會主義，與及柏格森和尼采等人的西歐哲學所影響。完成學業後，有島離開美國，經過歐洲再於1907年回日本。留在歐洲期間，有島曾與瑞士籍女士蒂爾黛相戀，並有情書留世。回到日本後，這時期有島忽然對信仰的觀念有所疑問，因而毅然決定離開基督教。

### 寫作經歷
歸國後，有島武郎曾任職預備見習士官與及大學英語講師。後來在透過弟弟有島生馬的引介下，認識後來的白樺派代表人物志賀直哉及武者小路實篤，並參與同人雜誌《白樺》的創作。在《白樺》工作期間，有島先後發表了《硬殼蟲》（かんかん虫）、《阿末之死》（お末の死），並創作很多小說及評論，其活躍的表現令他很快便成為了白樺派的中心人物之一。1909年與陸軍大將神尾光臣的次女神尾安子結婚。1916年，妻子神尾安子及父親有島武相繼亡故，有島武郎在失去家庭羈絆後成為全職的作家，接著發表《該隱的末裔》、《與生俱來的煩惱》（生まれ出づる悩み）及《迷路》等作品，繼而於1919年發表代表作之一的《一個女人》。

### 殉情結局

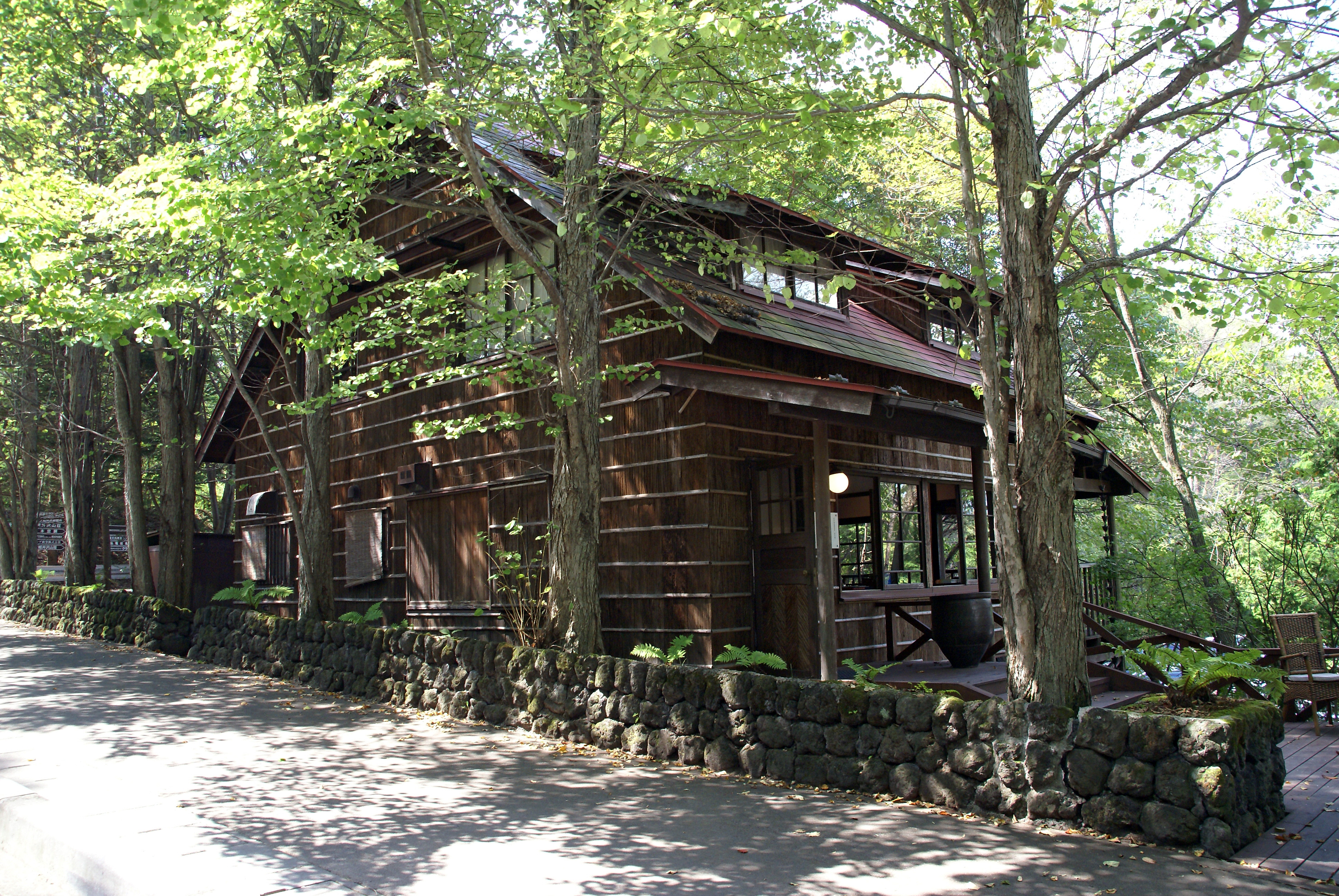
輕井澤淨月莊

可是，隨著上述作品陸續推出後，有島武郎開始感到江郎才盡，更在撰寫作品《星座》的途中忽然宣佈封筆，並於1922年發表《一則宣言》（宣言一つ），表示要在北海道狩太村經營「有島農場」，正式終止作家生涯。
1923年，有島武郎遇上了女性雜誌《婦人公論》記者波多野秋子，並與其產生戀情。可是波多野秋子本身是有夫之婦，他們的戀情很快便被秋子的丈夫波多野春房所悉破，二人一直備受壓迫，終於在6月9日二人決定於長野縣輕井澤的别墅淨月莊中雙雙自縊殉情。直至7月7日二人的屍首才被發現，由於已經經歷一個月之久，而且又遇上了梅雨的節氣，當二人遺體被發現的時候早已腐爛發臭，並已出現蛆蟲（蛆蟲的數量甚至多得從莊院中的天井爬出屋外），要經由二人所留下的遺書證實後才可確認二人的身份。
有島武郎雖與波多野秋子殉情，但死後卻是與其亡妻神尾安子合葬於東京的多磨灵园。
魯迅《現代日本小說集》中曾提及並分析有島武郎的作品。在有島武郎死後，魯迅弟弟周作人曾經寫過一篇文章，以追懷故人。

## 作品

### 小說
- 《硬殼蟲》（かんかん虫）
- 《某女子的曇花一現》（或る女のグリンプス）
- 《該隱的末裔》（カインの末裔）
- 《一個女人》（或る女）
- 《與生俱來的煩惱》（生れ出づる悩み）
- 《凱旋》
- 《骨》
- 《酒狂》
- 《文化之末路》（文化の末路）
- 《命運的控訴》（運命の訴へ）
- 《星座》

### 所作評論
- 為了愛情不惜一切
- 一則宣言
- 兩條道路

### 童話故事
- 《一串葡萄》（一房の葡萄）
- 《沉溺的兄妹》（溺れかけた兄妹）

### 歌詞
- 《永遠之幸》（永遠の幸）（札幌農業學校的校歌）

## 家庭親族
畫家有島生馬、作家里見弴都是有島武郎的弟弟，其妻神尾安子是日軍陸軍大將男爵神尾光臣的次女。其長子是演員森雅之，創價學會第一代音樂隊長有島重武則是他的外甥。既是指揮家也是作曲家的山本直純則是有島武郎妹妹的孫兒。